# Gaspard de Lascaris
Pour les articles homonymes, voir Lascaris (homonymie).
Gaspard Lascaris (mort le 6 décembre 1684 à Carpentras), ecclésiastique, fut évêque de Carpentras de 1665 à 1684.

## Biographie
Gaspard de Lascaris est issu de l'illustre famille Lascaris de Vintimille. Il est le fils de Claude de Lascaris de Vintimille, coseigneur de Castellar, et de Camille Lascaris. Il fait ses études au séminaire de Rome et il est nommé par la pape Innocent X camérier d'honneur du Saint-Siège. Alexandre VII le nomme vice-légat d'Urbino et de Bologne et enfin abbé commendataire de Saint-Pons de Nice en 1658 et vice-légat pontifical à Avignon de 1659 à 1664. 
Il est également protonotaire apostolique avant d'être désigné comme évêque de Carpentras, siège vacant depuis 1661. Il est consacré à Rome par le cardinal Carlo Pio di Savoia et prend possession de son diocèse le 23 octobre 1665 où il réside ponctuellement pendant près de vingt ans jusqu'à sa mort à Carpentras le 6 décembre 1684. Il est inhumé dans la cathédrale de Carpentras.